# Asteriscus
Genre
Classification phylogénétique
Asteriscus est genre de plantes à fleurs de la famille des Astéracées.

## Liste des espèces
Selon Catalogue of Life (17 janvier 2018) :
- Asteriscus aquaticus (L.) Less.
- Asteriscus daltonii (Webb.) Walt.
- Asteriscus graveolens (Forsk.) Less.
- Asteriscus imbricatus (Cav.) DC.
- Asteriscus intermedius (DC.) Pit. & Pr.
- Asteriscus maritimus (L.) Less. (syn. Pallenis maritima)
- Asteriscus pinifolius Maire & Wilczek
- Asteriscus schultzii (Bolle) Pitard & Proust
- Asteriscus sericeus (L. fil.) DC.
- Asteriscus smithii (Webb) Walp.

Selon NCBI (17 janvier 2018) :
- Asteriscus aquaticus
- Asteriscus daltonii
- Asteriscus graveolens
- Asteriscus imbricatus
- Asteriscus intermedius
- Asteriscus pinifolius
- Asteriscus schultzii
- Asteriscus sericeus
- Asteriscus smithii
- Asteriscus vogelii